# Babbage (Mondkrater)
Babbage ist ein Einschlagkrater am nordwestlichen Rand der Mondvorderseite. Er berührt im Nordwesten den Wall des Kraters Pythagoras und im Südwesten Oenopides. Der Rand von Babbage ist, wo nicht ganz eingeebnet, stark erodiert. Im Südwesten wird er von dem Nebenkreter Babbage D und im Südosten von South überlagert.
| Buchstabe | Position           | Durchmesser | Link |
| --------- | ------------------ | ----------- | ---- |
| A         | 59,14° N, 55,64° W | 32 km       |      |
| B         | 57,05° N, 59,6° W  | 7 km        |      |
| C         | 59,19° N, 57,46° W | 14 km       |      |
| D         | 58,65° N, 61,17° W | 71 km       |      |
| E         | 58,47° N, 61,57° W | 7 km        |      |
| U         | 60,94° N, 51,34° W | 5 km        |      |
| X         | 60,28° N, 50,28° W | 6 km        |      |

Der Krater wurde 1935 von der IAU nach dem britischen Mathematiker Charles Babbage offiziell benannt.
Die Benennung erfolgte erstmals durch den englischen Amateurastronomen William Radcliffe Birt 1862.